# Stallion Springs (Kalifornija)
Stallion Springs je naseljeno područje za statističke svrhe u američkoj saveznoj državi Kalifornija. Prema popisu stanovništva iz 2010. u njemu je živjelo 2.488 stanovnika.